# Venarotta
Venarotta este o comună din provincia Ascoli Piceno, regiunea Marche, Italia, cu o populație de 2177 locuitori și o suprafață de 30,21 km².

## Demografie
Venarotta - evoluția demografică

|  | Graficele sunt indisponibile din cauza unor probleme tehnice. Mai multe informații se găsesc la Phabricator și la wiki-ul MediaWiki. |

Date: Recensăminte sau birourile de statistică - grafică realizată de Wikipedia